# حيتان مسننة
الحيتان المُسَنَّنة أو الحيتان ذوات الأسنان هي رتيبة من الحيتانيات، تضم 73 نوعاً من الحيوانات من أبرزها حوت العنبر والحيتان المنقارية والدلافين وغيرها. تمتاز المجموعة - كما يشير اسمها - بأن لها أسناناً في أفواهها عوضاً عن البالين عند الحيتان الأخرى.
تتراوح أحجام الحيتان المسننة من حوت الفاكويتا الذي يبلغ طوله 1.4 متر ووزنه 54 كيلوغرام إلى حوت العنبر الذي يصل طوله إلى 20 مترًا ووزنه 100 طن، تتميز الحيتان المسننة بمثنوية الشكل الجنسية إذ تُلاحظ الاختلافات في الحجم أو في سمات مورفولوجية أخرى بين الإناث والذكور. تمتلك الحيتان المسننة أجسامًا انسيابية وذراعين تطورت إلى زعانف. يمكن لبعض الأنواع السفر بسرعة تصل إلى 30 عقدة. تمتلك الحيتان المسننة أسنانًا مخروطية مصممة لاصطياد الأسماك أو الحبار. كما أن سمعها متطور ويتكيف بشكل جيد في الهواء والماء، لدرجة أن بعض الحيتان المسننة يمكن أن تبقى على قيد الحياة حتى وإن كانت عمياء. بعض الأنواع متكيفة بشكل جيد للغوص إلى أعماق كبيرة. تمتلك جميع الحيتان المسننة طبقة من الدهون أو الشحم تحت الجلد للحفاظ على درجة حرارة الجسم في المياه الباردة، باستثناء الدلافين النهرية.
تعد الحيتان المسننة من أكثر الثدييات انتشارًا، لكن بعضها -مثل الفاكويتا- محصور في مناطق معينة. تتغذى الحيتان المسننة بشكل رئيسي على الأسماك والحبار، وتتغذى بعض الأنواع مثل الحوت القاتل على الثدييات مثل زعنفيات الأقدام. عادةً ما يتزاوج الذكور مع العديد من الإناث كل عام أما الإناث فتتزاوج كل عامين إلى ثلاثة أعوام. تولد الصغار في الربيع والصيف وتتولى الإناث مسؤولية تربيتهم، ولكن الأنواع الأكثر اجتماعية تعتمد على المجموعة العائلية للاعتناء بهم. تعتبر العديد من الحيتان المسننة وخاصة الدلافين اجتماعية للغاية ويصل حجم بعض الأسراب إلى أكثر من ألف فرد.
أصبحت الحوتيات الآن محمية بموجب القانون الدولي، بعد أن كانت تُصطاد من أجل منتجاتها. تعتبر بعض الأنواع ذكية للغاية. أكد الباحثون مرة أخرى على دعم قانون حقوق الحوتيات في اجتماع الجمعية الأمريكية لتقدم العلوم عام 2012، بعد أن صنفت الحوتيات كأشخاص غير بشريين. تواجه الحيتان تهديدات الصيد العرضي والتلوث البحري، بجانب صيد الحيتان والصيد بالقيادة. على سبيل المثال، يعتبر الحوت بايجي من الأنواع المنقرضة وظيفيًا من قبل الاتحاد الدولي لحفظ الطبيعة بسبب التلوث الشديد في نهر اليانغتسي، حيث كان آخر ظهور له في عام 2004. كثيرًا ما تظهر الحيتان في الأدب والأفلام، مثل الحوت الأبيض الكبير في رواية موبي ديك لهيرمان ميلفيل. تُربى الأنواع الصغيرة من الحيتان المسننة وخاصة الدلافين على أداء الحيل. أصبحت مشاهدة الحيتان شكلًا من أشكال السياحة في جميع أنحاء العالم.

## التاريخ الحياتي والسلوك

### الذكاء
تُعرف الحوتيات بقدرتها على التواصل، ما يساعدها في التعلم والتعاون مع بعضها والتخطيط والشعور بالحزن. تحتوي القشرة الجديدة لدى العديد من أنواع الدلافين على خلايا عصبية مغزلية طويلة، والتي لم يكن يُعرف وجودها قبل عام 2007 إلا في الرئيسيات البشرية. ترتبط هذه الخلايا عند البشر بالسلوك الاجتماعي والعواطف والحكم ونظرية العقل. عُثر على الخلايا العصبية المغزلية في الدلافين في مناطق من الدماغ تماثل نظيراتها في البشر، ما يشير إلى أنها تؤدي وظيفة مشابهة.
كان يُعتقد سابقًا أن حجم الدماغ هو المؤشر الأساسي لذكاء الحيوان. نظرًا لاستخدام معظم الدماغ للحفاظ على الوظائف الجسدية، فإن زيادة نسبة حجم الدماغ إلى كتلة الجسم قد تزيد من كمية المادة الدماغية المتاحة لإنجاز المهام الإدراكية المعقدة. يشير قياس التنامي إلى أن حجم دماغ الثدييات يتناسب مع كتلة الجسم وفقًا لمعامل يتراوح بين ثلثي أو ثلاثة أرباع الأس.
يمكن مقارنة حجم دماغ حيوان معين بالحجم المتوقع بناءً على معدل قياس التنامي للحيوان، أو باستخدام معامل التدمغ لمعرفة مدى ذكاء الحيوانات. تمتلك حيتان العنبر أكبر كتلة دماغية بين جميع الحيوانات على الأرض، إذ يبلغ متوسط حجم دماغ الذكر البالغ 8000 سنتيمتر مكعب أو 490 بوصة مكعبة و7.8 كيلوغرام أو 17 رطلًا، مقارنةً بالدماغ البشري الذي يبلغ متوسط حجمه 1450 سنتيمتر مكعب أو 88 بوصة مكعبة لدى الذكور البالغين.
تُظهر بعض الحيتان المسننة -مثل حيتان بيلوجا وحيتان النروال- ثاني أكبر نسبة لكتلة الدماغ إلى الجسم بعد البشر، ما يشير إلى مستوى التطور الإدراكي العالي.
تُعرف الدلافين بمشاركتها في سلوكيات لعب معقدة، مثل إنتاج دوامة حلقية هوائية جوفية تحت الماء أو ما يُعرف بالفقاعة الحلقية. هناك طريقتان رئيسيتان لإنتاج الفقاعة الحلقية: الأولى هي دفع الهواء إلى الماء بطريقة سريعة وتركه يرتفع إلى السطح لتكوّن حلقة، والطريقة الثانية هي السباحة بشكل دائري مرارًا ثم التوقف لإدخال الهواء في التيارات الدوامية الحلزونية التي تتشكل. كما يبدو أن الدلافين تستمتع بفرقعة الفقاعات، لتنفجر إلى العديد من الفقاعات الصغيرة ثم ترتفع بسرعة إلى السطح، غالبًا ما يستخدم الدلافين هذه الطريقة أثناء الصيد. تستخدم الدلافين بعض الأدوات. كما في دلفين قنيني الخطم هندوباسيفيكي الذي يضع الإسفنجات على المنقار لحمايته من التآكل أثناء البحث عن الطعام في قاع البحر. ينتقل هذا السلوك من الأم إلى الابنة، ولا يُلاحظ إلا في 54 فردًا من الإناث فقط.
يعتبر البعض أن الإدراك الذاتي علامة على التفكير المجرد المتطور. وعلى الرغم عدم تفسير الإدراك الذاتي علميًا بشكل جيد، يُعتقد أنه مقدمة لعمليات أكثر تقدمًا مثل إدراك الإدراك أو ما وراء المعرفة، وهي عملية نموذجية تقتصر على للبشر. تشير الأبحاث في هذا المجال إلى أن الثدييات البحرية -من بينها الدلافين- تمتلك الإدراك الذاتي. يعتبر اختبار المرآة هو الاختبار الأكثر شيوعًا لقياس الإدراك الذاتي في الحيوانات عن طريق وضع صبغ مؤقت على جسد الحيوان، ثم يُعرض الحيوان على مرآة ويُحَدد ما إذا كان يتعرف على ذاته أم لا. استخدم مارتن وباراكوس في عام 1995 التلفزيون لاختبار الوعي الذاتي للدلافين، إذ عرض المُختبرون للدلافين لقطات حية لأنفسهم ولقطات مسجلة لأنفسهم ولقطات لدلافين آخرين. وأشارت أدلتهم إلى الإدراك الذاتي للدلافين بدلًا من السلوك الاجتماعي. وعلى الرغم من أن هذه الدراسة لم تُكرر منذ ذلك الحين، إلا أن الدلافين قد نجحت في اختبار المرآة.

## التشريح
لدى الحيتان المسننة فتحة نفث واحدة، تقع عند أعلى رؤوسها (فيما أن الحيتان البالينية لديها فتحتا نفث)، كما أن لديه منخرين منفصلين، أحدهما أكبر من الآخر.
أصبح شكل جماجم الحيتان المسننة غير متناسقٍ كتكيُّف لمساعدتهم على تحديد الموقع بالصدى. أدمغة هذه الحيتان كبيرة نسبياً، ولو أن حجمها بدأ بالنمو بدرجةٍ كبيرة بعد أن طورت قدرتها على الرصد بالصدى، والاتصال بين فِصَّي الدماغ ضعيف. لدى الحيتان المسننة عضو كبير الحجم في رؤوسها يُسمَّى البطيخة، وهو يستعمل كعدسةٍ لتركيز الموجات الصوتية خلال تحديد الموقع بالصدى. ولا تمتلك هذه الحيتان حبالاً صوتية، إنَّما تصدر أصواتها عبر جهازٍ مرتبط بفتحة النفث عوضاً عن ذلك. كما أنها تفتقر إلى حاسة الشم والغدة اللعابية.
باستثناء حوت العنبر، تميل معظم الحيتان المسننة إلى أن تكون أصغر حجماً من الحيتان البالينية. وتختلف هيئة وطبيعة الأسنان بدرجة كبيرة بين أنواعها، فعند أنواع مثل الدلافين تكون كثيرة فتمتلك بعضها أكثر بقليلٍ من 100 سن، فيما أن لبعضها مثل الحوت المرقط ناباً واحداً فقط، وبعضها الآخر مثل الحيتان المنقارية عديمة الأسنان تقريباً، إذ أن ذكورها فقط لديها عدد قليلٌ من الأسنان غريبة الشكل. ولا يعتقد أن جميع الحيتان المسننة تستعمل أسنانها للحصول على الغذاء، فمن المرجح مثلاً أن حيتان العنبر تستعمل أسنانها للعراك وفرض السلطة.

## الأخطار والتهديدات
تتعرض الحيتان المسننة صغيرة الحجم إلى الكثير من التهديدات، مثل الصيد، والارتطام بالسفن، والأنشطة السياحية (كمشاهدة الحيتان أو العلاج بمساعدة الدلافين)، والأسر للأغراض التجارية أو العلمية، ومنافسة صيَّادي السمك لها على غذائها الطبيعي، والوقوع في شباك صيد الأسماك المهملة، وتدمير بيئتها، وانحلال التربة قرب المياه التي تقطنها، والتلوث الكيميائي والعمليات الصناعية والعسكرية في مناطق تواجدها، والتعرض للأمراض، والتعرض للسموم الحيوية (كالسوطيات الدوارة)، والتأثر [نضوب الأوزون والاحتباس الحراري العالميَّين.
رغم أن وضع الحيتان المسننة الصغيرة - مثل الدلافين قارورية الأنف والحيتان القاتلة والحيتان البيضاء - في الأسر يجلب الكثير من الزوار لحدائق الحيوان المائية، فهو أمر يثير جدلاً كبيراً في المجتمع العلمي، إذ أن هذه الحيتان تحتاج مساحات كبيرة لتعيش بها. كذلك فقد اصطيدت بعض الحيتان المسننة - مثل حوت العنبر - لأغراضٍ تجارية لفتراتٍ طويلة من الزمن، ومع أن هذا الصيد توقف حالياً بالنسبة لمعظم الحيتان كبيرة الحجم، التي لم تعد مهددة إلا بالوقوع العرضي في شباك الأسماك، فإن بعض الحيتان الصغيرة - مثل حوت الطائرة - لا زالت تتعرض للصيد إلى الآن.

## التصنيف
فيما يلي تقسيمات رتيبة الحيتان المسننة الفرعية، بدءاً من الفصائل وحتى الأنواع (لفوق فصيلة الدلفينيات):
- فصيلة الدلافين المحيطية:
  - تحت فصيلة الدلافين:
    - جنس الدلفين:
      - الدلفين الشائع قصير المنقار (Delphinus delphis).
      - الدلفين الشائع طويل المنقار (Delphinus capensis).
      - الدلفين العربي الشائع (Delphinus tropicalis).

    - جنس الدلافين القارورية:
      - دلفين سراواك (Lagenodelphis hosei).

    - جنس الدلافين الحدباء:
      - الدلفين الأحدب الأطلسي (Sousa teuszi).
      - الدلفين الأحدب الهندي (Sousa plumbea).
      - الدلفين الأبيض الصيني (Sousa chinensis).

    - جنس ستينيلا:
      - الدلفين المرقط المداري (Stenella attenuata).
      - الدلفين المرقط الأطلسي (Stenella frontalis).
      - الدلفين الغزَّال (Stenella longirostris).
      - دلفين كلايمين (Stenella clymene).
      - الدلفين المخطط (Stenella coeruleoalba).

    - جنس الدلافين قارورية الأنف:
      - الدلفين قاروري الأنف (Tursiops truncatus).
      - الدلفين الهندي قاروري الأنف (Tursiops aduncus).